# Nemocnice Šífa

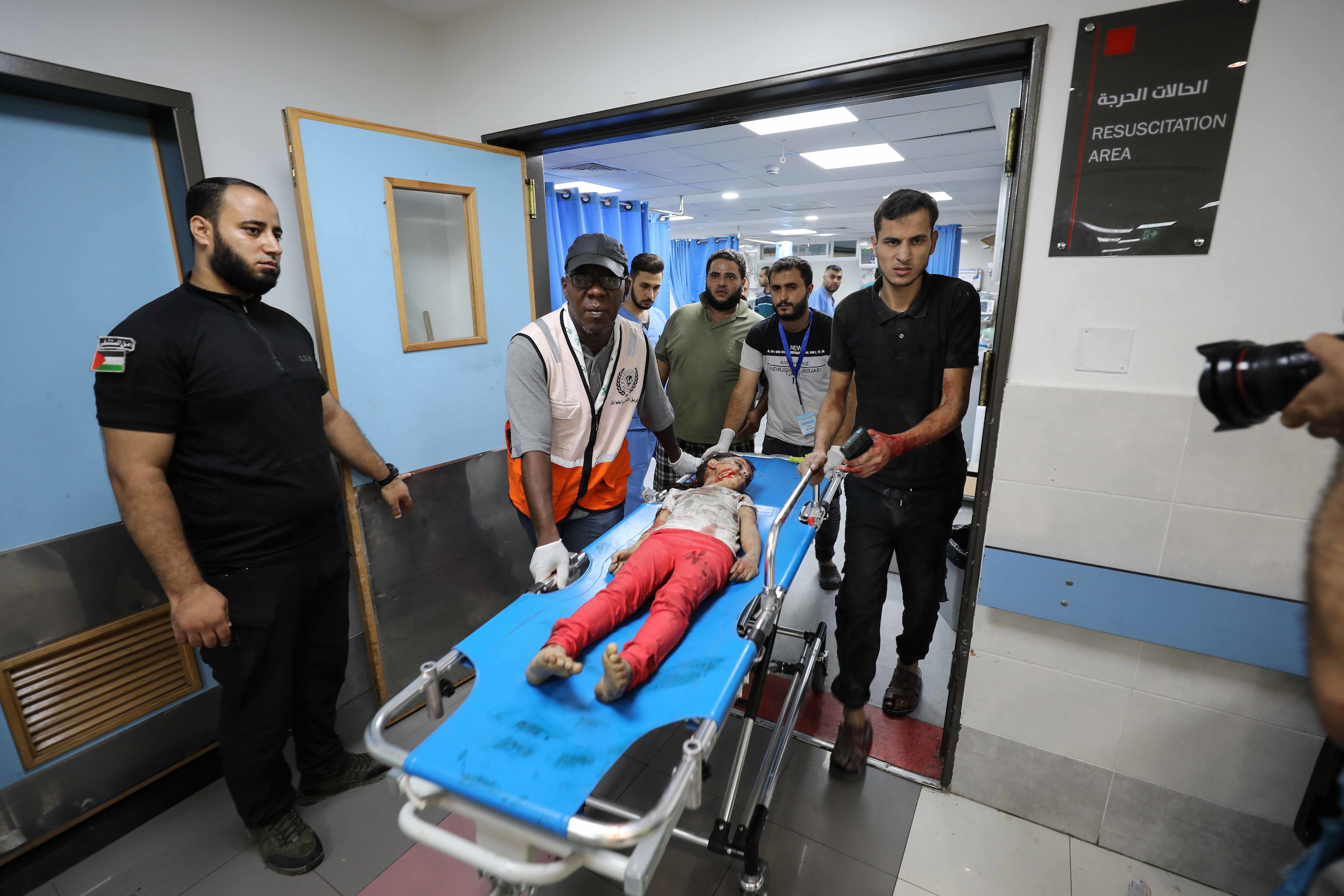
Pohotovostní oddělení nemocnice v říjnu 2023

Nemocnice Šífa je největší lékařský komplex v pásmu Gazy, ve městě Gaza.
V roce 2023 vešla nemocnice ve známost zejména kvůli roli, kterou sehrála při válce Izraele s Hamásem. Podle tvrzení Izraele využívala nemocnici teroristická skupina Hamás jako velitelské středisko, což zakazuje mezinárodní humanitární právo, a v polovině listopadu 2023 tak nemocnici obsadila, čímž se Izrael stal terčem mezinárodní kritiky. Neziskové organizace a některá média tvrzení Izraele zpochybnila. Nicméně bylo prokázáno, že se pod nemocnicí nachází rozsáhlý komplex tunelů Hamásu a na základě kamerových záznamů i to, že zde Hamás držel unesené rukojmí. Informaci, že Hamás a Palestinský islámský džihád využívaly nemocnici jako velitelské středisko, ale před izraelským příchodem komplex evakuovaly, později podpořily i americké tajné služby s odkazem na nezávislé zdroje. Podruhé na nemocnici izraelská armáda zaútočila v druhé polovině března 2024.

## Historie
Dar aš-Šífa, což v arabštině znamená „dům léčení“, byl původně kasárnami britské armády. V roce 1946 ho vedení Britského mandátu Palestiny změnilo na centrum léčby infekčních a horečnatých chorob. Před arabsko-izraelskou válkou v roce 1948 byla Šífa jednou ze dvou nemocnic v Gaze, druhou byla arabská nemocnice al-Ahli. Když Egypťané po válce spravovali pásmo Gazy, oddělení infekčních a horečnatých nemocí přemístili jinam a z nemocnice Šífa se stala centrální nemocnice v Gaze. Nejprve bylo zřízeno interní oddělení, poté oddělení pro chirurgii a následně k nemocnici přibyly nové budovy pro pediatrii a oftalmologii. Po roce 1956 byla nemocnice rozšířena o oddělení porodnictví a gynekologie.
V roce 2005 se Izrael stáhl z Gazy a předal kontrolu Palestinské samosprávě.

### Válka v letech 2008–2009
Během války v Gaze (2008–2009) byla nemocnice Šífa přeplněna Palestinci, které zranily izraelské nálety. Již před válkou způsobila blokáda Gazy nedostatek ventilačních systémů a dalšího lékařského vybavení.
Velkou část zpráv z konfliktu mezi Izraelem a Gazou v letech 2008–2009 korespondenti vysílali nebo psali z nemocnice.
Během války v Gaze v letech 2008–2009 list The New York Times uvedl, že „ozbrojení militanti Hamásu v civilním oblečení se procházeli halami“ a zabíjeli údajné kolaboranty. Několik zpráv Šin bet tvrdilo, že Hamás používal nemocnici jako bunkr a útočiště, protože věděl, že bude ušetřena leteckých útoků. V roce 2009 palestinské ministerstvo zdravotnictví, řízené palestinskou samosprávou na Západním břehu, obvinilo členy Hamásu, že převzali kontrolu nad některými odděleními nemocnice a místo lékařské péče je využívali k výslechům a věznění. Ministerstvo také vyzvalo Hamás, aby přestal krást a přesměrovávat zdravotnické zdroje do skladů organizace.

### Válka v roce 2014
Během války v Gaze v roce 2014 izraelské operace, zahájené po únosech Hamásu a útocích na izraelská civilní centra, zabily více než 2100 Palestinců a více než 11 000 zranily. Během války využilo nemocnici Šífa 8 592 pacientů, většina byli civilisté.
Bývalý velitel izraelského námořnictva Eli Marom řekl, že vůdci Hamásu se ukrývají v suterénu nemocnice. Ředitel londýnské kanceláře Washington Post William Booth v listu The Washington Post napsal, že nemocnice se stala „de facto sídlem vůdců Hamásu, které lze vidět na chodbách a v kancelářích“. Představitelé Hamásu se zde také převlékali do lékařského oděvu. Amnesty International zdokumentovala, jak síly Hamasu využívaly opuštěné části nemocnice k únosům, mučení a zabíjení Palestinců obviněných ze spolupráce s Izraelem.
Americký politolog Norman Finkelstein uvedl, že izraelská zpráva o válce neobviňovala Hamás z toho, že v nemocnici dělal něco vážnějšího než „výslechy bezpečnostní služby“, a kritizoval zprávu Amnesty s tím, že vynechala důkazy o opaku. Dr. Erik Fosse, který tehdy v nemocnici pracoval, nenašel důkaz, že by šlo o základnu Hamásu. Také norský lékař Mads Gilbert odmítl, že by nemocnice byla využívána jako vojenská základna.

### Válka v roce 2023

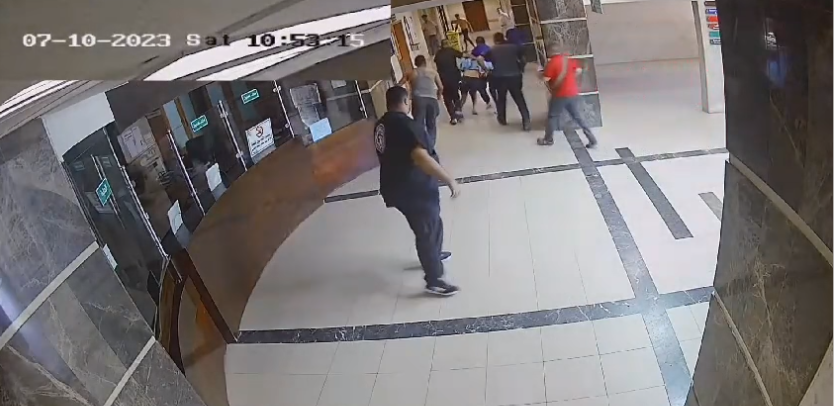
Kamerový záznam z nemocnice zachycující vláčení rukojmího z teroristického útoku 7. října 2023 na chodbě nemocnice Šífa.

Během války mezi Izraelem a Hamásem v roce 2023 byla nemocnice využívána teroristy z Hamásu jako tranzitní překladiště a úkryt unesených rukojmích. Americké tajné služby a kamerové záznamy z nemocnice zároveň potvrdily, že se pod nemocnicí nacházel rozsáhlý podzemní komplex a velitelské středisko Hamásu, což zakazuje mezinárodní humanitární právo.

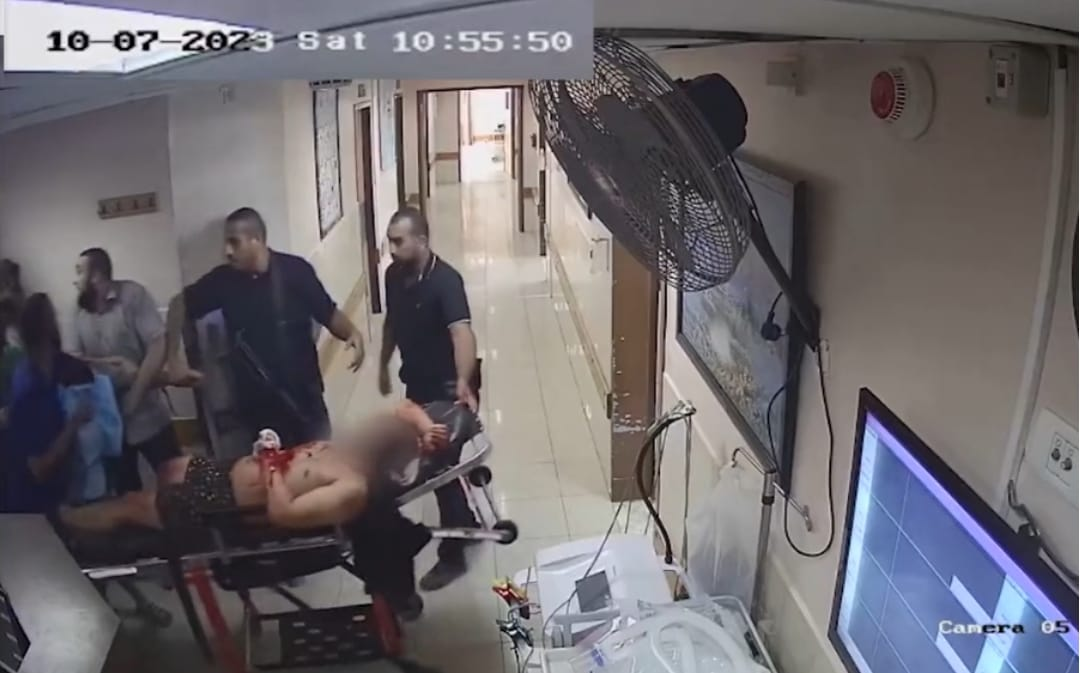
Kamerový záznam z nemocnice, na kterém teroristé z Hamásu vezou zraněného rukojmího z útoku ze dne 7. října 2023.

Vedení nemocnice uvedlo, že nemocnice byla během války zavalena raněnými a umírajícími lidmi, kvůli čemuž byla nucena fungovat výrazně nad svou kapacitu 700 lůžek. Stala se navíc útočištěm před nálety pro tisíce Palestinců. Zadržení teroristé z vedení Hamásu také potvrdili, že Hamás využívá nemocnice a jiné civilní objekty jako živé štíty či ke skladování zbraní a munice z toho důvodu, že na ně Izrael nezaútočí. Izrael opakovaně vyzýval Hamás, aby civilní objekty opustil. Hamás odmítl obvinění s tím, že se Izrael pokouší ospravedlnit útok na nemocnici. Obvinění o účasti Hamásu v nemocnici a existenci podzemního komplexu odmítlo i vedení samotné nemocnice. Poté, co se po 15. listopadu 2023 objevily důkazy a kamerové záznamy však Hamás připustil, že v nemocnici rukojmí skutečně ukrýval.
Dne 3. listopadu 2023, během izraelské invaze do pásma Gazy, zasáhl izraelský nálet konvoj sanitek, což vedlo k desítkám zraněných a několika mrtvým. Podle Izraele byly sanitky používány k přepravě bojovníků Hamásu a zbraní, což Hamás popřel. Podle představitelů Gazy sanitky převážely kriticky zraněné pacienty z nemocnice na hraniční přechod Rafah s Egyptem.
Dne 6. listopadu 2023 izraelské obranné síly zasáhly a zničily solární panely na střeše nemocnice, takže se při rychle klesajících zásobách paliva stala závislá na záložních generátorech. Izrael nabídl dodávku paliva a evakuaci dětí z nemocnice. Nemocnice byla určitou dobu i bez elektřiny, což vedlo ke zhoršení podmínek a podle zpráv lidé museli v hromadném hrobě pohřbít desítky těl včetně novorozenců, kteří byli předtím v inkubátorech.
Dne 15. listopadu 2023 se izraelské obranné síly vstoupily do nemocncie. Nemocniční lékař z nemocnice Khaled Abu Samra potvrdil, že 30 minut před samotným izraelským vstupem do nemocnice byl informován o izraelském plánu vstupu a bylo mu oznámeno, aby se drželi dál od oken a balkonů. Americké tajné služby zároveň uvedly, že Hamás několik dní předtím z nemocnice rukojmí evakuoval a dokumenty a elektroniku zničil. Izrael se za vstup do nemocnice stal terčem mezinárodní kritiky.